# Seconde foudroyante
La Seconde foudroyante ou diablotine est une complication. Sur un chronographe, c'est une aiguille qui indique plusieurs positions par seconde,. 